# Pięczkowo
Pięczkowo (niem. Pienschkowo) – wieś w Polsce położona w województwie wielkopolskim, w powiecie średzkim, w gminie Krzykosy.

## Historia
Wieś duchowna, własność biskupstwa poznańskiego, w drugiej połowie XVI wieku leżała w powiecie pyzdrskim województwa kaliskiego. Miejscowość była niegdyś własnością biskupów poznańskich. W 1578 jako dzierżawcę zarejestrowano Franciszka Jolnika. Klucz sołecki został najpierw przejęty przez administrację pruską, a potem nadany przez Napoleona Janowi Henrykowi Dąbrowskiemu. Pod koniec XIX wieku okręg wiejski Pięczkowo liczył 110 domostw i 814 mieszkańców, wyznania katolickiego. W latach 1975–1998 miejscowość administracyjnie należała do województwa poznańskiego. W 2011 w Pięczkowie mieszkało 1258 osób.